# Overath
Overath è una città di 27 148 abitanti della Renania Settentrionale-Vestfalia, in Germania.
Appartiene al distretto governativo (Regierungsbezirk) di Colonia, nel circondario del Reno-Berg.